# Kunzeana parrai
Kunzeana parrai är en insektsart som beskrevs av Ruppel och Delong 1952. Kunzeana parrai ingår i släktet Kunzeana och familjen dvärgstritar. Inga underarter finns listade i Catalogue of Life.